# شهرستان مورگان (ویرجینیای غربی)
شهرستان مورگان، ویرجینیای غربی (به انگلیسی: Morgan County, West Virginia) یک سکونتگاه مسکونی در ایالات متحده آمریکا است که در ویرجینیای غربی واقع شده‌است.

## خصوصیات
شهرستان مورگان ۵۹۵٫۷ کیلومترمربع مساحت دارد.